# Nemomydas alifoleyae
Nemomydas alifoleyae är en tvåvingeart som beskrevs av Fitzgerald och Boris C. Kondratieff 1998. Nemomydas alifoleyae ingår i släktet Nemomydas och familjen Mydidae. Inga underarter finns listade i Catalogue of Life.